# Inositol
Inositol of 1,2,3,4,5,6-hexahydroxycyclohexaan is een vitamine-achtige stof die vaak bij het vitamine B-complex gerekend wordt (in Nederland vitamine B7, in het buitenland vitamine B8). Inositol is echter geen vitamine daar het in het lichaam gesynthetiseerd wordt. Het belangrijkste isomeer in de natuur is myo-inositol (cis-1,2,3,5-trans-4,6-hexahydrocyclohexaan).
Inositol heeft de structuur van een suikeralcohol, en komt bij de mens in zijn actieve vorm voor als inositoltrifosfaat (D-Inositol-1,4,5-trifosfaat). Wanneer een hormonaal signaal een lichaamscel bereikt, zorgt inositoltrifosfaat voor het doorgeven van dit signaal naar het binnenste van de cel. Een van de reacties die wordt uitgelokt is het vrijzetten van calciumionen binnen in de cel.
Inositol is onder meer van belang voor de vetzuurstofwisseling, galvorming, en insulinewerking.
Inositol komt voor in lecithine, fruit en noten.